# Deroplatys shelfordi
Deroplatys shelfordi es una especie de mantis de la familia Mantidae.

## Distribución geográfica
Se encuentra en Sarawak (Malasia).